# Euptychoides vesta
Euptychoides vesta är en fjärilsart som beskrevs av Butler 1866. Euptychoides vesta ingår i släktet Euptychoides och familjen praktfjärilar. Inga underarter finns listade i Catalogue of Life.